# 6235 Burney
6235 Burney là một tiểu hành tinh đã được Seiji Ueda và Hiroshi Kaneda phát hiện vào ngày 14 tháng 11 năm 1987 ở Kushiro. Nó được đặt theo tên của Venetia Burney - người đầu tiên đề xuất tên "Pluto" vào năm 11 tuổi cho hành tinh lùn (trong thời gian được coi là một hành tinh).